# 勝常寺
勝常寺（しょうじょうじ）は福島県河沼郡湯川村にある真言宗豊山派の寺院。会津中央薬師堂とも称される。山号は瑠璃光山。本尊は薬師如来。寺に安置されている仏像のうち、国宝の木造薬師如来及び両脇侍像をはじめとする12体は平安時代初期の9世紀にさかのぼる造立である。毎年4月28日には薬師如来の祭礼として念仏踊りが催されている。

## 歴史
勝常寺は平安時代初期の弘仁年間（810年 - 824年）に法相宗の学僧・徳一（760?年 - 835?年）によって開かれたといわれている。徳一は中央（畿内）の出身で、藤原仲麻呂の子とも言われるが確証はない。20歳代で関東に下り、会津地方を拠点に宗教活動を行った。日本天台宗の宗祖である最澄と三一権実（さんいちごんじつ）論争と呼ばれる、天台宗と奈良の旧仏教の優劣に関わる論争を行ったことでも知られる。徳一の開創が確実視される寺院としては慧日寺（恵日寺、福島県磐梯町）と筑波山の中禅寺（茨城県つくば市）があり、その他にも多くの寺院を建立したと伝えられる。勝常寺については、徳一の創建を伝える文献等の直接的史料はないが、当寺には本尊薬師三尊像をはじめ、9世紀にさかのぼる仏像が多く残り、これらは徳一が関係した造仏であると考えられている。
創建当時は七堂伽藍とその附属建造物が多数立ち並んでいたと伝えている。木造薬師如来像が本尊とされ、会津五薬師の中心として会津中央薬師と称されるようになる。鎌倉時代後期からは真言宗に属するようになり、近世まで仁和寺の末寺であった。
応永5年（1398年）に火災があり、その後室町時代初期には講堂（現・薬師堂）が再建された。現在残されている建物はその薬師堂以外は近世以降の建物である。

## 建造物
薬師堂
現在の薬師堂は室町時代初期に蘆名氏家臣・富田祐持によって再建されたもので、国の重要文化財に指定されている。桁行5間、梁間5間（「間」は長さの単位ではなく柱間の数を表す建築用語）、寄棟造で、屋根はもと茅葺きであったが、昭和39年に銅板葺となった。薬師堂の建つ位置は創建当初の講堂の位置にあたる。なお、建物の礎石には火災の跡があるため、再建前の堂は火災で焼失したものと思われる。現在内部には国宝の木造薬師如来坐像が安置されている。

## 文化財
勝常寺には30余体の仏像があり、うち12体は平安時代初期のもので、おそらく創建時に造立されたものと思われる。平安時代以前の仏像が一寺院にこれだけ多数残っているのは畿内の寺院を除けば非常にまれであり、当寺がこの地域を代表する大規模な寺院であったことがうかがえる。これらの仏像の造立には徳一が何らかの形で関わっている可能性が高い。現在、木造薬師如来坐像は薬師堂に、他の諸仏は収蔵庫に安置されている。

### 国宝

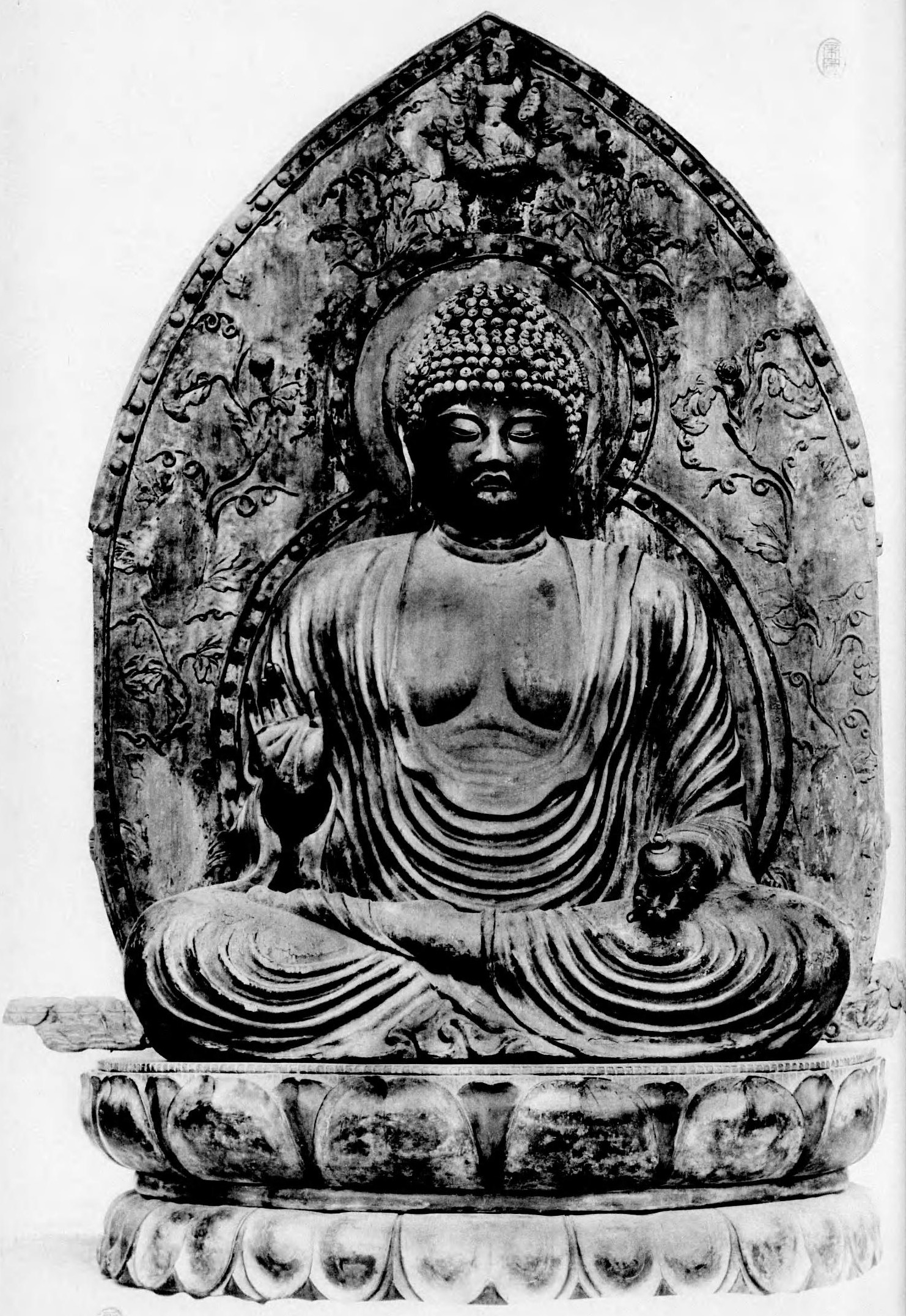
木造薬師如来像（国宝）

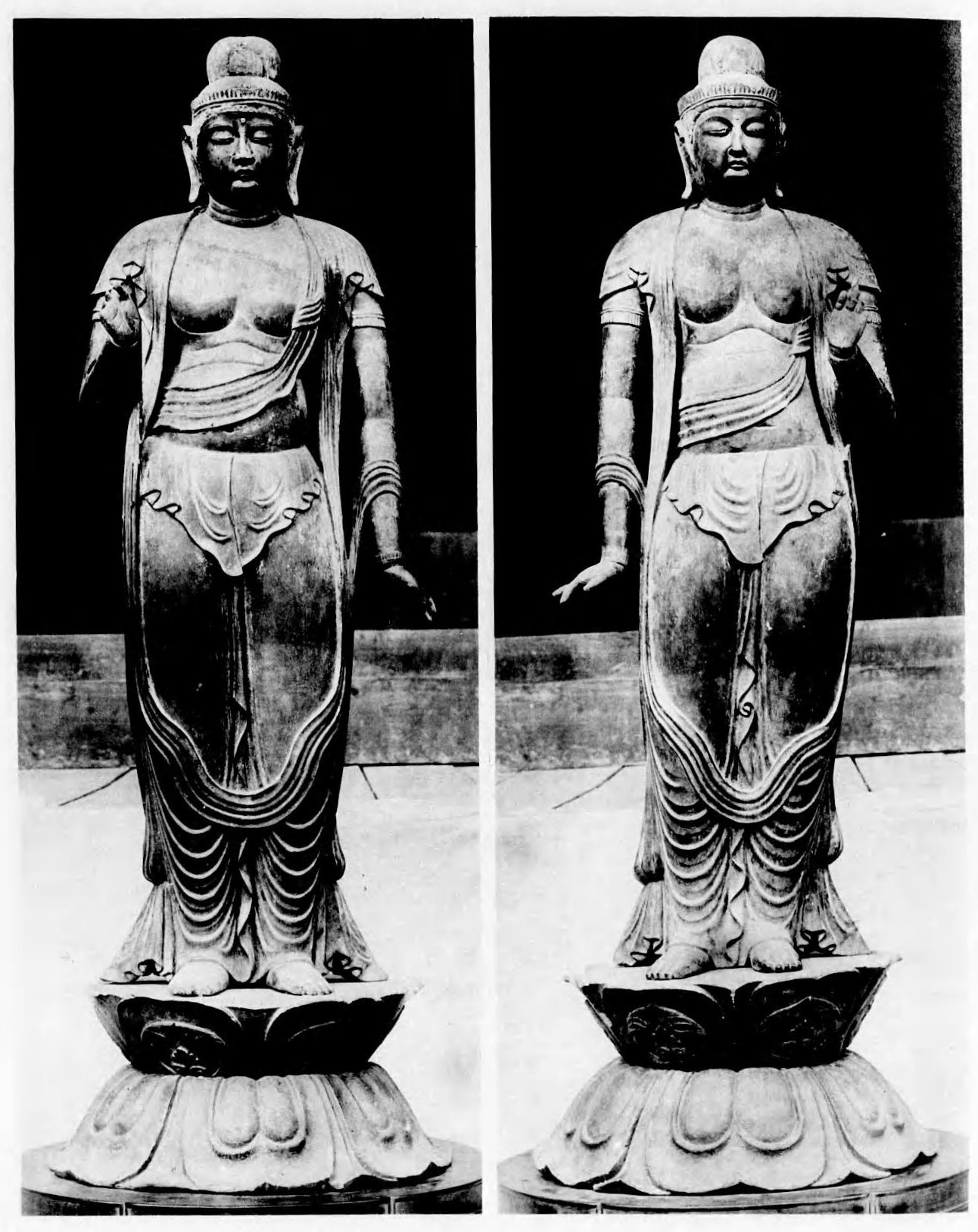
木造日光・月光菩薩像（国宝）

木造薬師如来及び両脇侍像
中尊の薬師如来坐像、左脇侍（向かって右）の日光菩薩立像、右脇侍の月光（がっこう）菩薩立像の三尊。平安時代初期、9世紀の作。もとは3体とも薬師堂に安置されていたが、両脇侍像は収蔵庫に移されている。材質はケヤキで（かつてはハルニレ材とする説もあった）、薬師如来像は、両脚部を含む頭・体の大部分を一木から刻み、いったん前後に割り離して内刳（うちぐり）をしてから矧（は）ぎ合わせる一木割矧造と呼ばれる技法で制作されている。螺髪（らほつ、頭髪）は別材で、一つずつ造ったものを植え付けている。如来像特有の相である眉間の白毫相（びゃくごうそう）を表さない点が特徴である。胸板が厚く、大腿部の量感を強調した肉付け、額が狭く、厳しい表情の面相などに平安初期彫刻特有の様式が現れている。杉材を矧ぎ合わせ、浮き彫りで唐草文様を表した光背も当初のもの。なお、薬師如来像が坐している円形の蓮華座は後世のものと思われる。両脇侍像は一木造で、薬師像よりは細身で穏やかな面相に作られており、腰高のプロポーションなどに奈良時代風がうかがえる。両脇侍像は片腕を体側に下げ、片腕を曲げる対称的な姿をしており、右腕を下げる像を日光菩薩、左腕を下げる像を月光菩薩と称するが、本来の配置は左右逆だったとの説もある。なお、中尊像、両脇侍像ともに部分的に乾漆を盛り上げる技法が用いられている。像高は薬師如来像が141.8cm、日光菩薩立像が169.4cm、月光菩薩立像が173.9cmである。平成8年（1996年）、東北地方の仏像では初めて国宝に指定された。（近畿地方以外の仏像では、高徳院阿弥陀如来像（鎌倉大仏）、臼杵磨崖仏に次いで3番目の国宝指定である）

### 重要文化財
- 薬師堂
- 木造四天王立像
四天王は持国天（東方）、増長天（南方）、広目天（西方）、多聞天（北方）の4体の総称で、須弥壇の四方を守護する護法善神像である。以前は薬師堂に安置されていたが、現在は収蔵庫に安置されている（ただし、広目天像は東京国立博物館に寄託）。四天王像もケヤキの一木造で、平安時代初期の彫像として一具がそろっているものは比較的珍しい。

- 木造十一面観音菩薩立像
- 木造聖観音菩薩立像
- 木造地蔵菩薩立像（延命地蔵）
- 木造地蔵菩薩立像（雨降り地蔵）
- 木造天部立像（伝・虚空蔵菩薩像）

以上の5体は収蔵庫に安置され、いずれも平安時代初期の作である。

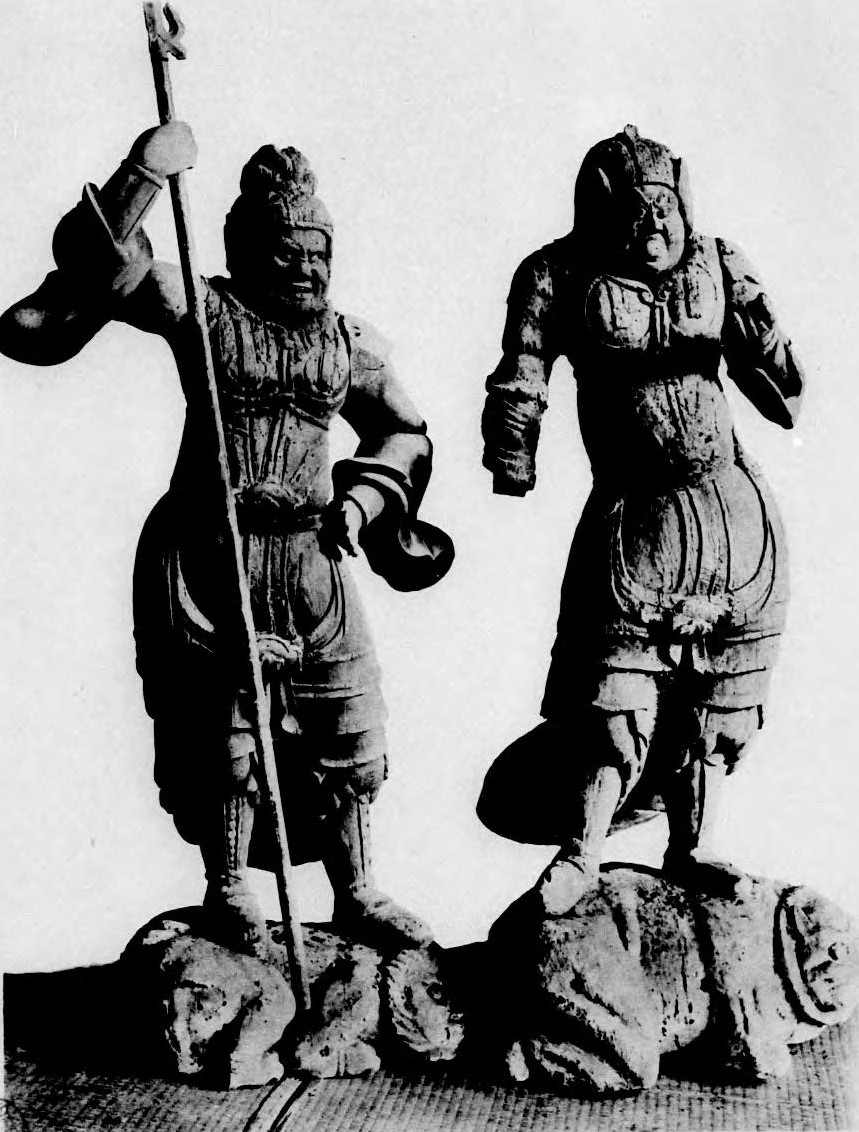
木造四天王立像のうち広目天・多聞天像（重要文化財）
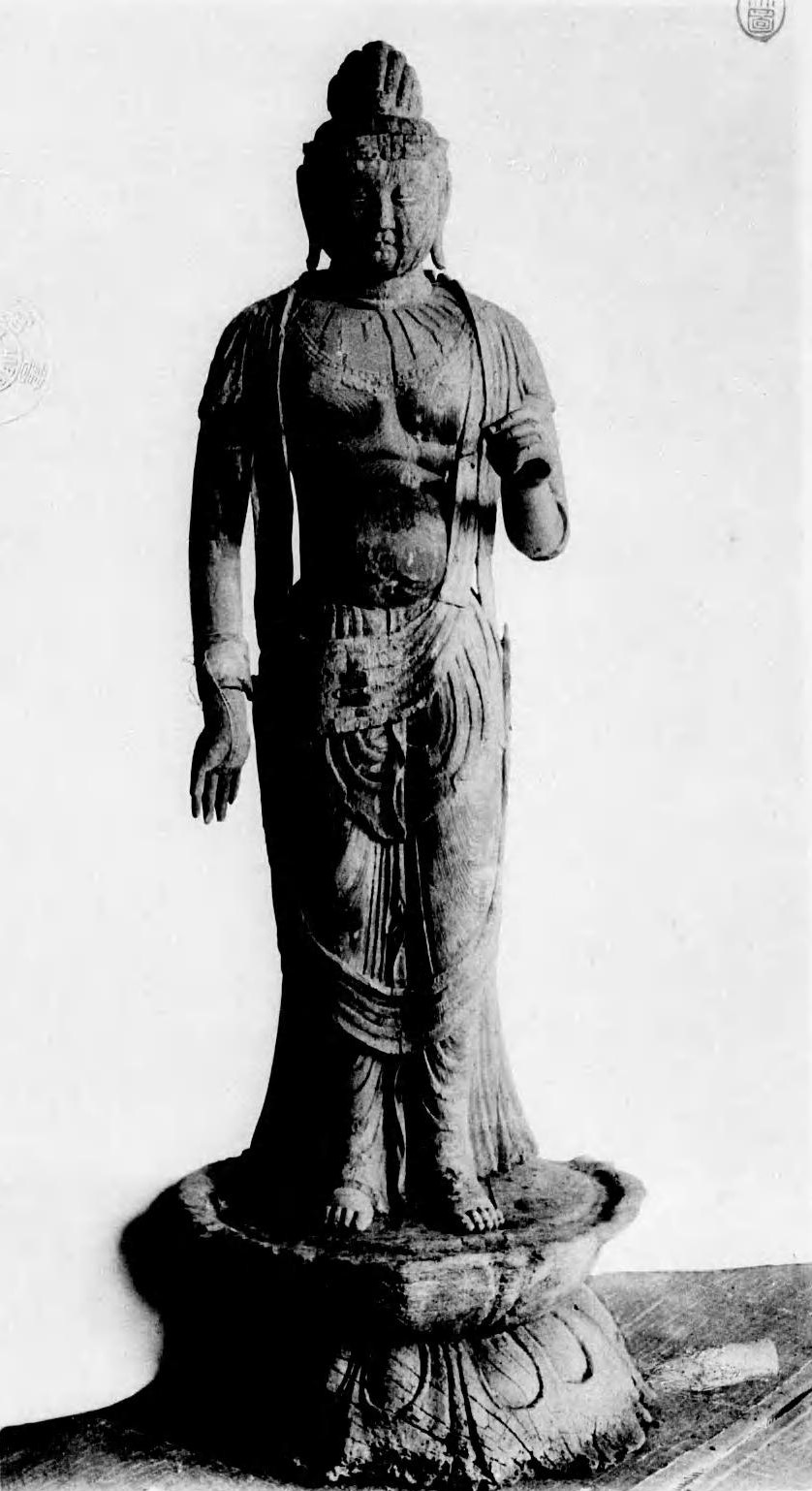
木造聖観音菩薩立像（重要文化財）
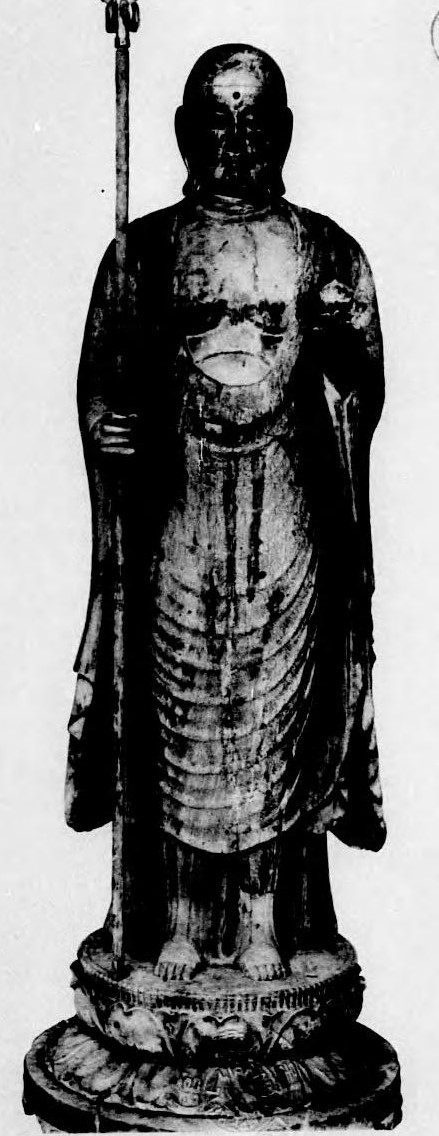
「延命地蔵」こと木造地蔵菩薩立像（重要文化財）

### 勝常寺周辺の関連仏像
湯川村の隣に位置する会津坂下町にある上宇内薬師堂の本尊・薬師如来像は10世紀前半の造立とされ、勝常寺の仏像より約1世紀後の制作である。像高は182.6cmあり、勝常寺の薬師如来像より一回り大きい。しかし、作風は勝常寺像と非常に似ており、勝常寺像の影響を受けている可能性が高い。なお、上宇内薬師堂の薬師如来は会津五薬師のうちの「西の薬師」に比定されている。会津美里町の個人蔵の吉祥天立像（2007年重要文化財に指定）も作風から勝常寺関連の像と推定されている。

## 勝常寺の創建について
勝常寺は徳一の創建といわれてはいるが、それを結びつける史料は皆無である。一方、慧日寺は、空海の伝記でもある『弘法大師行状集記』には空海の建立で空海が帰京するに及んで徳一に寺を譲ったとあるが、『今昔物語』などの諸史料から徳一が建てた寺であることはほぼ間違いがない。では、なぜ勝常寺に徳一時代の造立とされる仏像が多く残されているのだろうか。慧日寺が立地する場所は会津盆地東側の山中にあり、建立当時はおそらく人里から離れ、自然豊かで仏道修行に適した土地であったと想像できる。徳一はここで修行に励むために慧日寺を建立した。一方、徳一は会津の地に仏教（法相宗）を広める大衆教化の役割をも担っていた。そのためには、人里離れた山中にある慧日寺よりも交通の利便性があって人が集まりやすい土地で行う必要がある。勝常寺の建つ地は会津盆地の中央に位置し、まさにそれに適した場所であるといえる。つまり、徳一は会津の民衆への仏教教化を実践する場所として、会津盆地の中央に勝常寺を建立し、仏教的権威を民衆に示すために薬師如来像をはじめとした諸仏像を安置したと考えられる。　

## 所在地
福島県河沼郡湯川村勝常代舞1764

## 交通アクセス
- JR東日本磐越西線笈川駅から車で約10分